# 灿德尔环形山

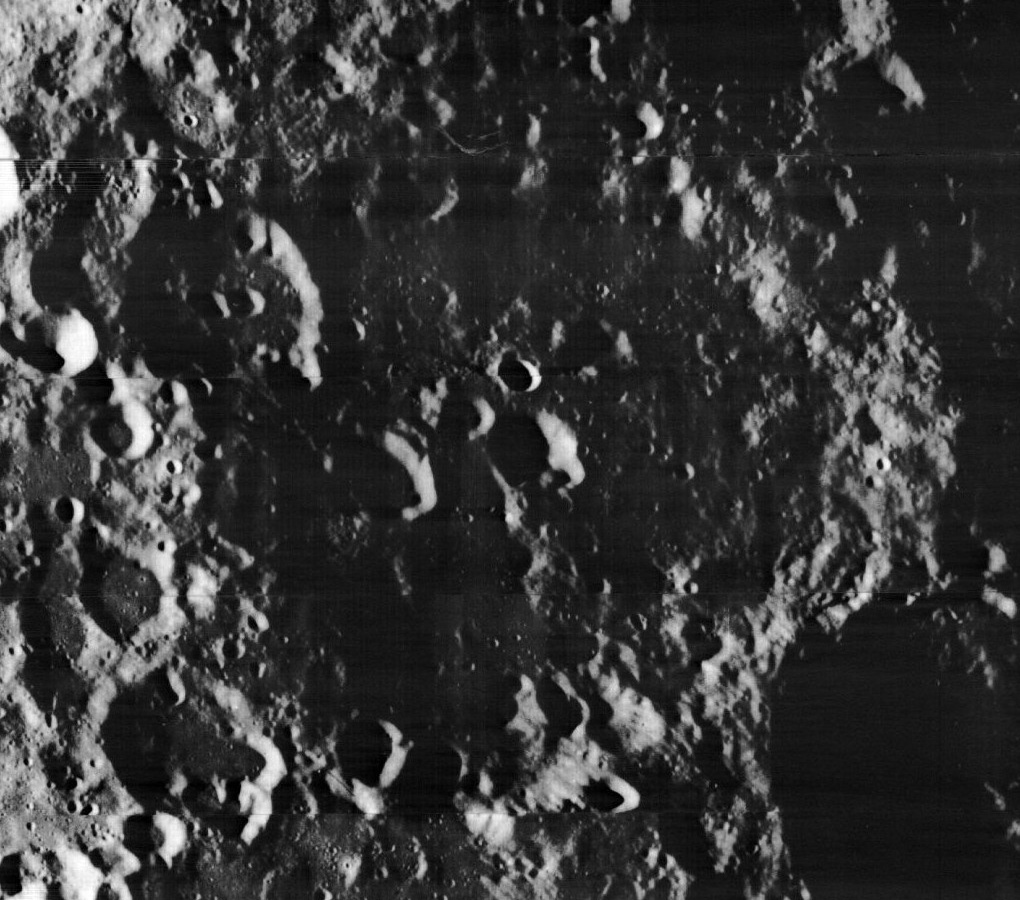
月球轨道器1号拍摄的图像

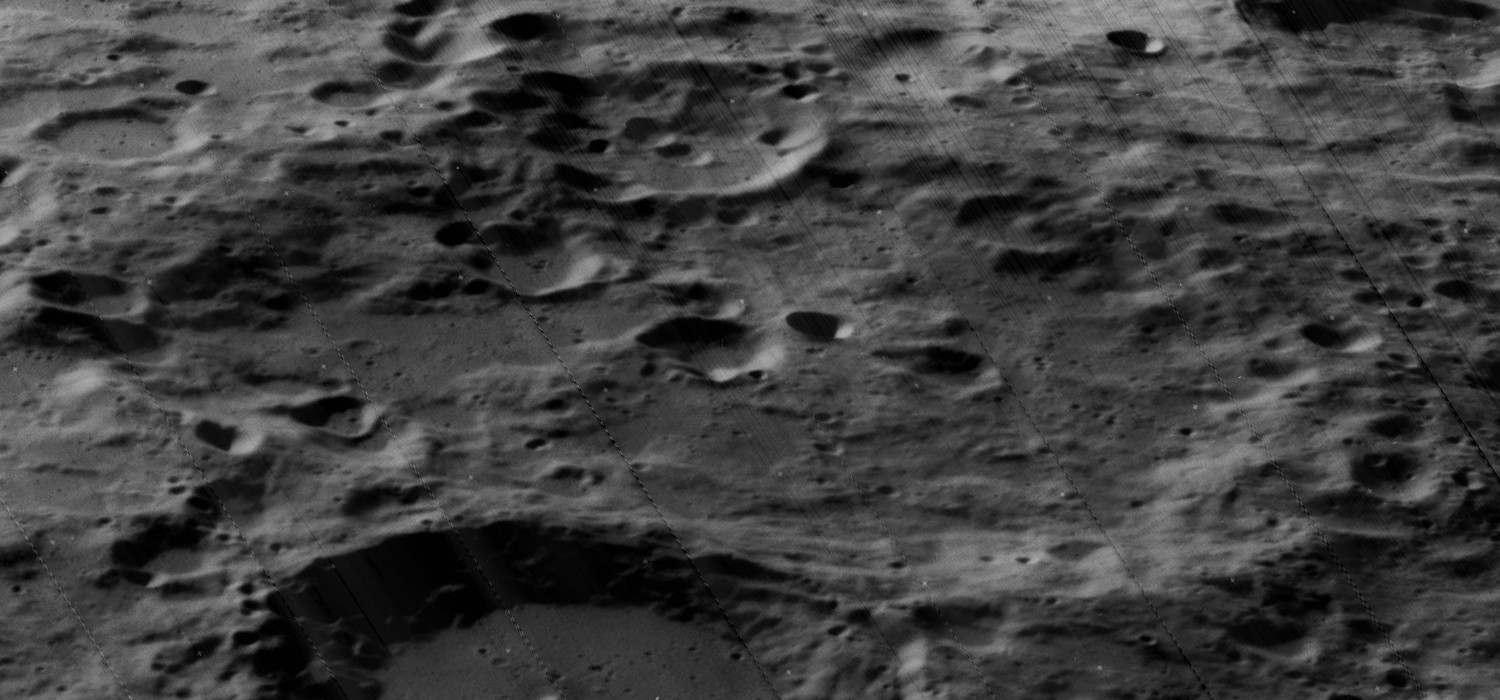
月球轨道器5号拍摄的斜视图

灿德尔环形山(Tsander)是月球背面一座古老的大撞击坑，约形成于约形成于前酒海纪期，其名称取自俄罗斯航天学家，早期火箭发动机开发者，波罗的海德国人弗里德里希·阿尔图罗维奇·灿德尔(1887年–1933年)，1970年被国际天文联合会正式批准接受。

## 描述
该陨坑东南外壁与年轻的基巴利契奇环形山相连，西北邻近狄利克雷陨石坑(Dirichlet)、东北坐落着阿提密夫环形山。其中心月面坐标为5°23′N 149°41′W / 5.39°N 149.69°W，直径160公里，深度2.99公里。
这是一座严重磨损的陨石坑，外侧壁已变得凹凸不齐，由于后续的撞击侵蚀，陨坑整体轮廓略显圆形，西南侧边沿明显向外鼓出；一座较小的陨坑横跨在西北偏北边缘；坑内分布着低矮的山岭，可能缘自溅射物的大量堆积，坑内地表极为崎岖，靠近中心点坐落着一群小陨坑，北部和西部则有一对更古老的撞击坑残迹。
灿德尔环形山位于狄利克雷-杰克逊盆地的东南面。

## 卫星陨石坑
按惯例，最靠近灿德尔环形山的卫星坑在月图上以字母标注在该坑中心点的旁边。
| 灿德尔 | 月面坐标                          | 直径, 公里 |
| ------ | --------------------------------- | ---------- |
| B      | 9°01′N 147°41′W / 9.01°N 147.68°W | 55         |
| R      | 3°03′N 152°49′W / 3.05°N 152.81°W | 34         |
| S      | 5°21′N 150°02′W / 5.35°N 150.04°W | 18         |
| V      | 7°28′N 154°05′W / 7.46°N 154.08°W | 35         |